# Vidit Gujrathi
Vidit Santosh Gujrathi (24 de octubre de 1994) es un ajedrecista indio. Consiguió el título de Gran maestro en enero de 2013, convirtiéndose en el 30.º jugador de India en hacerlo. En septiembre de 2021 es #22 del mundo con 2727 y #2 de india (detrás de Viswanathan Anand, superando a Pentala Harikrishna) en el escalafón elo, y es el cuarto jugador indio en haber cruzado el umbral Elo de 2700.

## Vida y carrera ajedrecística
Nació en Nashik. Sus padres son Santosh Gujrathi y Nikita Santosh Gujrathi. 
Gujrathi consiguió el título de Maestro Internacional en 2008. El mismo año, gana el Campeonato Mundial Juvenil en la sección sub-14, convirtiéndose en el primer indio en hacerlo.
En 2011, consiguió su tercera norma de GM, convirtiéndose en el trigésimo Gran Maestro de India.
En 2013 ganó la medalla de bronce en el Campeonato Mundial Juvenil en categoría Sub-20.
Fue el capitán del histórico equipo ganador de las Olimpiadas Online de Ajedrez de la FIDE 2020.
En la actualidad, Vidit tiene un canal de YouTube qué cuenta más de 200,000 suscriptores.

## Resultados notables
- Capitán equipo indio coganador del oro en la Olimpiada online de Ajedrez de la FIDE 2020.[3]
- Primer lugar en el torneo de Biel 2019
- Subcampeón en el Festival de Ajedrez de Praga 2020
- Alcanzó los cuartos de final del Campeonato Mundial de Ajedrez 960 de la FIDE.
- Lugar #12 de 154 en el Gran Suizo de la FIDE 2019 con una puntuación de 7.0/11